# Bonitasaura

A Bonitasaura salgadoi egy késő kréta korban élt, közepes termetű Sauropoda dinoszaurusz volt.

## Nevének eredete
Nemzetségének nevét (Bonitasaura) a leletek megtalálásának helyéről, La Bonita nevű bányáról valamint dombról és a saura azaz nőstény hüllő szó kombinációjából adódik. A faj nevét (salgadoi) pedig Leonardo Salgado, argentínai paleontológusról kapta a kutató iránti tiszteletből, ugyanis új perspektívákba helyezte a Sauropoda dinoszauruszok kutatását.

## Felfedezés
Maradványait a La Bonita bányában találták meg Argentínában, azon belül Észak-Nyugat Patagóniában. A leletek folyami környezetben keletkezett üldedékből származnak, de mint a többi Sauropoda, ez a faj is szárazföldi volt.

## Leírás
Hossza körülbelül 10 méterre tehető, súlya nem haladta meg az 5 tonnát. Alsó és felső állkapcsának két oldalán a lelet alapján feltehetőleg csőrszerű keratinos szarukáva helyezkedett el, mely segítette a keményebb növényi részek, ágak leharapását. Állkapcsában elöl fogak ültek.

## Források

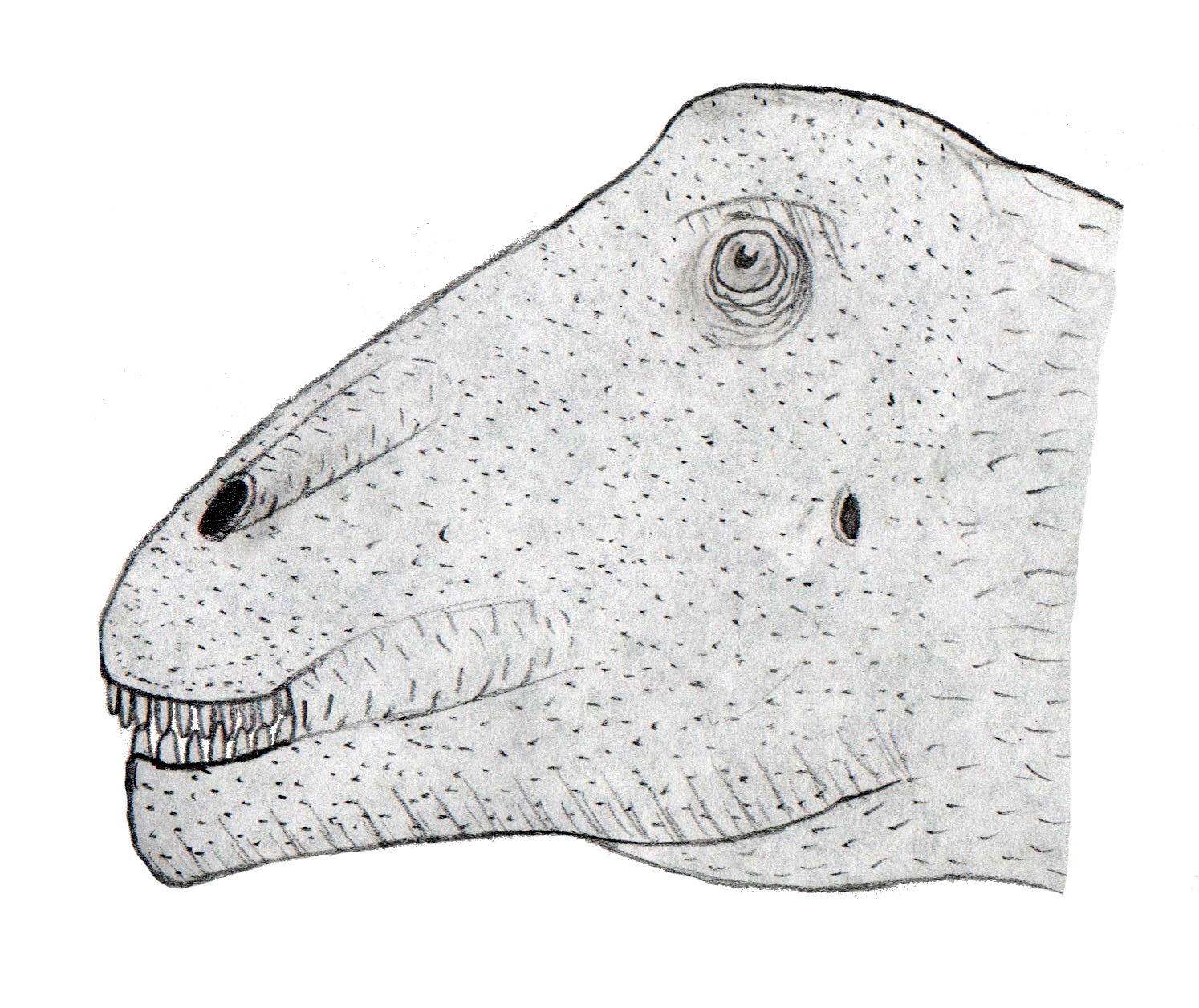